# Jariștea
Jariștea est une commune roumaine située dans le județ de Vrancea.